# 鵜ノ尾岬
鵜ノ尾岬（うのおみさき、うのおさき＝鵜ノ尾埼）は、福島県相馬市に属し、太平洋に面する岬。
福島県の松川浦県立自然公園の一部をなす。座標: 北緯37度49分24秒 東経140度59分09秒 / 北緯37.82333度 東経140.98583度

## 地理
- 南北の砂嘴が接続してできた地形（砂州）で岬は砂州の接合部。潟湖となった海は松川浦としてホッキ貝や海苔などの漁業拠点になっている。
- 岬には鵜ノ尾埼灯台が立つ。
- 気候は温暖。
- 砂州部分は「大洲松川浦ライン」というドライブルートになっている。

## 観光スポット
- 岬から望む太平洋と松川浦
- 松川浦大橋
- 海洋調査船へりおす遭難事故慰霊碑
- 原釜尾浜海水浴場